# Транспорт в КНДР
Транспорт в Корейской Народно-Демократической Республике — совокупность всех видов транспорта, которые используются в экономических и военных целях в КНДР. Стандартный маршрут в и из КНДР — на самолёте или на поезде через Пекин, КНР. В период 2003—2008 годов, хотя и в ограниченном масштабе, был доступен напрямую транспорт в Южную Корею, когда дорога была открыта для автобусных туров, но не для частных автомобилей. Свобода передвижения в КНДР ограничена: граждане не могут без разрешения свободно перемещаться по стране.

## Дороги

Основные дороги КНДР

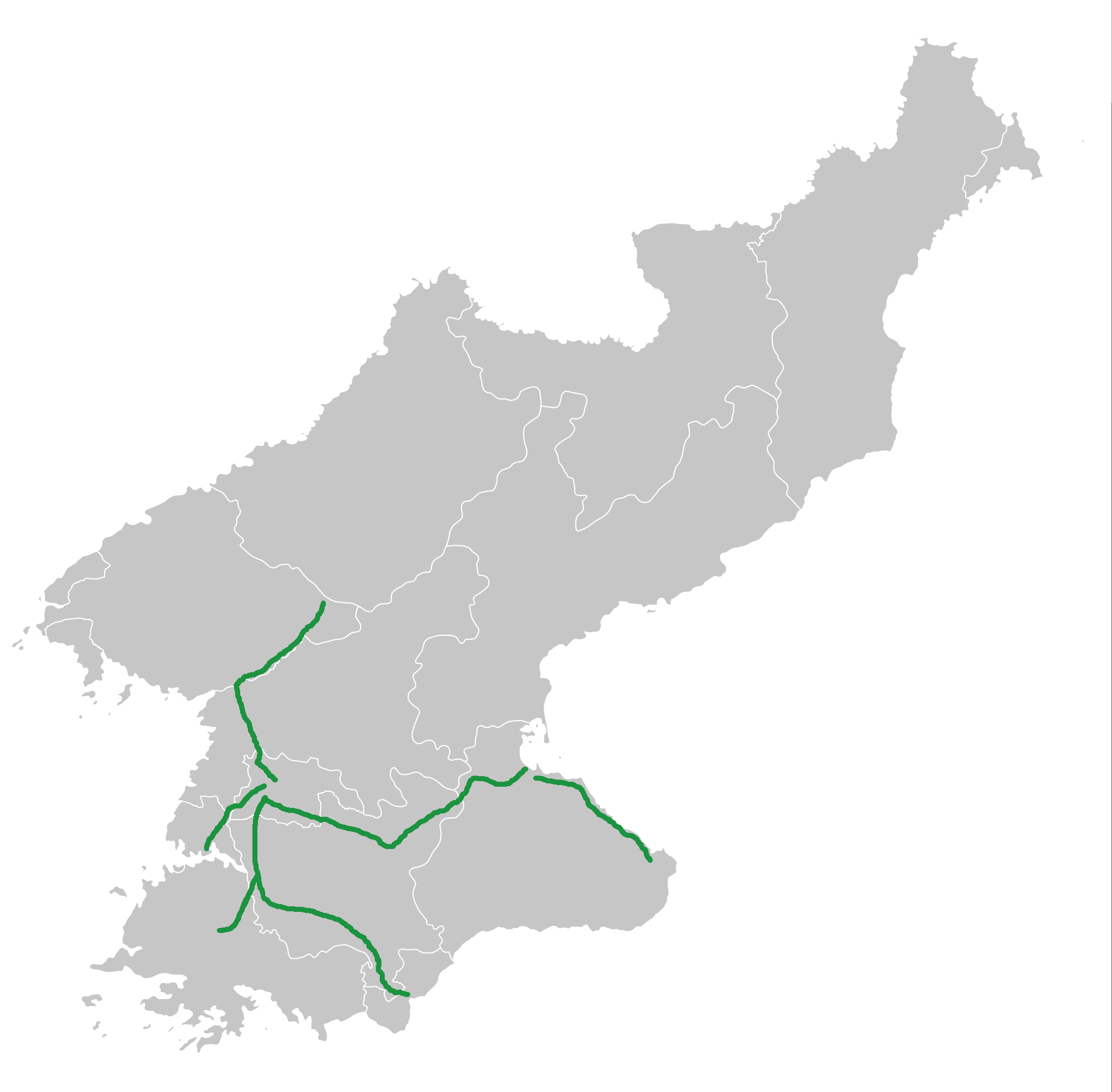

Современная конфигурация автомобильных дорог начала формироваться после образования КНДР со столицей в Пхеньяне.
Ограниченное количество топлива и почти полное отсутствие частных автомобилей понизило значимость дорожного транспорта до второстепенной роли. Дорожная система в 1990 году имела общую протяжённость 23 000 — 30 000 км, из которой только 1 717 км (7,5 %) имело твёрдое покрытие, а в 1999 году протяжённость уже составляла 31 200 км. Существует три главных многополосных шоссе: 200 км скоростной автомагистрали, соединяющей Пхеньян с Вонсаном на восточном побережье, 43 км автомагистрали Чхоннён-Ёнын, соединяющей Пхеньян с его портом Нампхо, 100 км 4-полосной автострады, соединяющей Пхеньян с Кэсоном. Подавляющее большинство транспорта (оцениваемого в 264 000 единиц), использованного в 1990 году, было для военных. Сельская автобусная служба связывает все деревни и города, имеющие автобусные и трамвайные службы. 

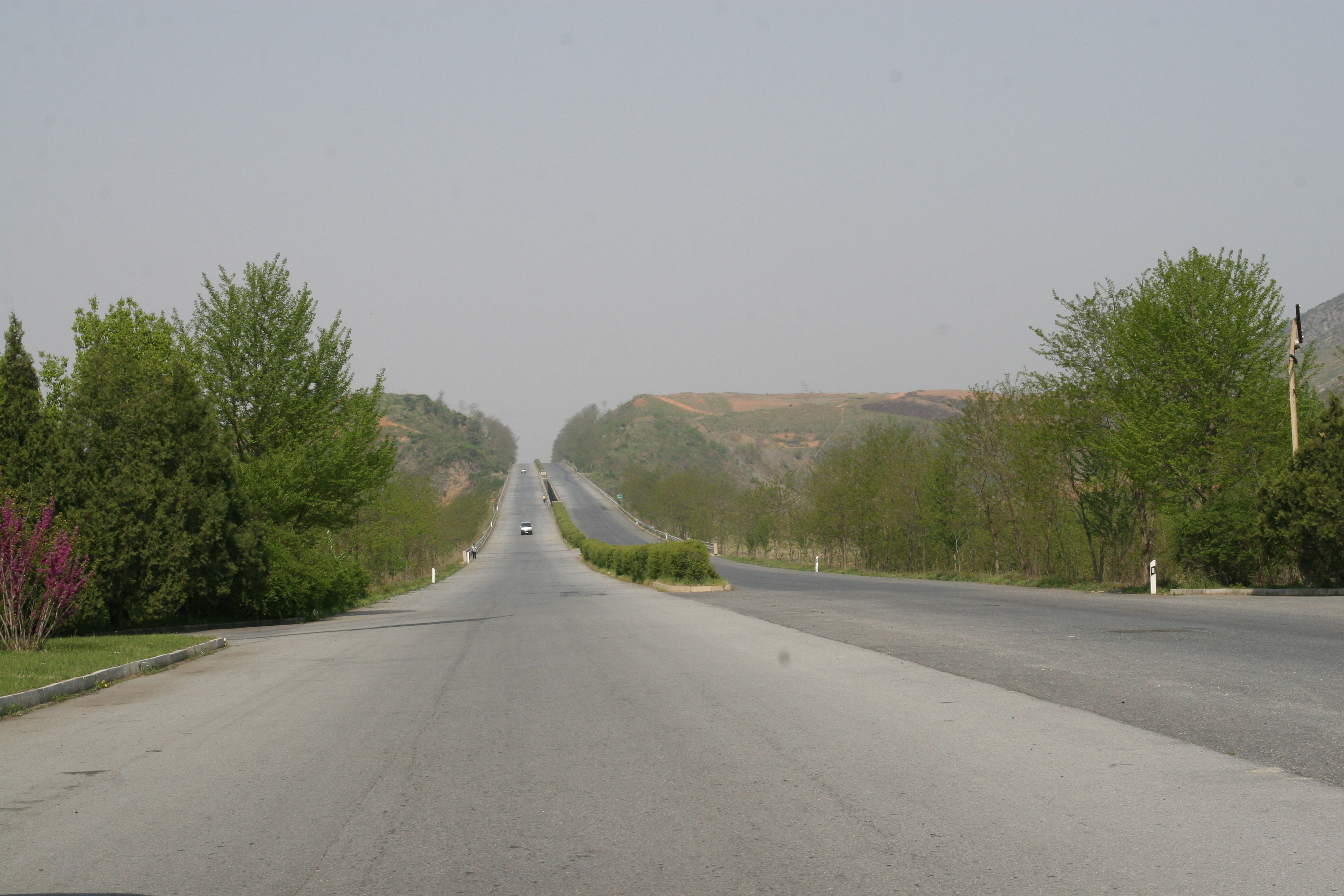
Шоссе, ведущее из Пхеньяна
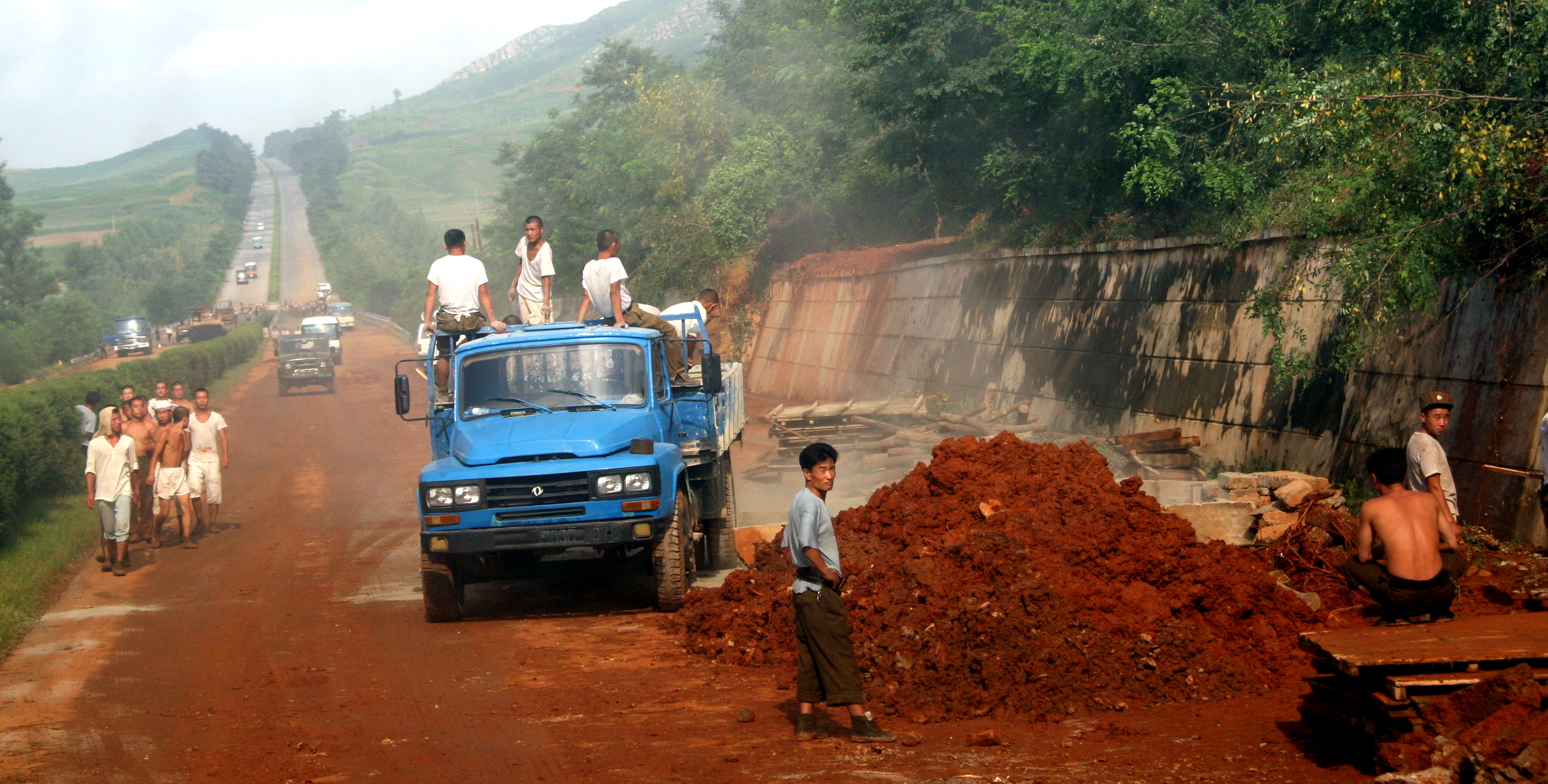
Дорожные работники в КНДР. Голубой грузовик на переднем плане — Dongfeng китайского производства
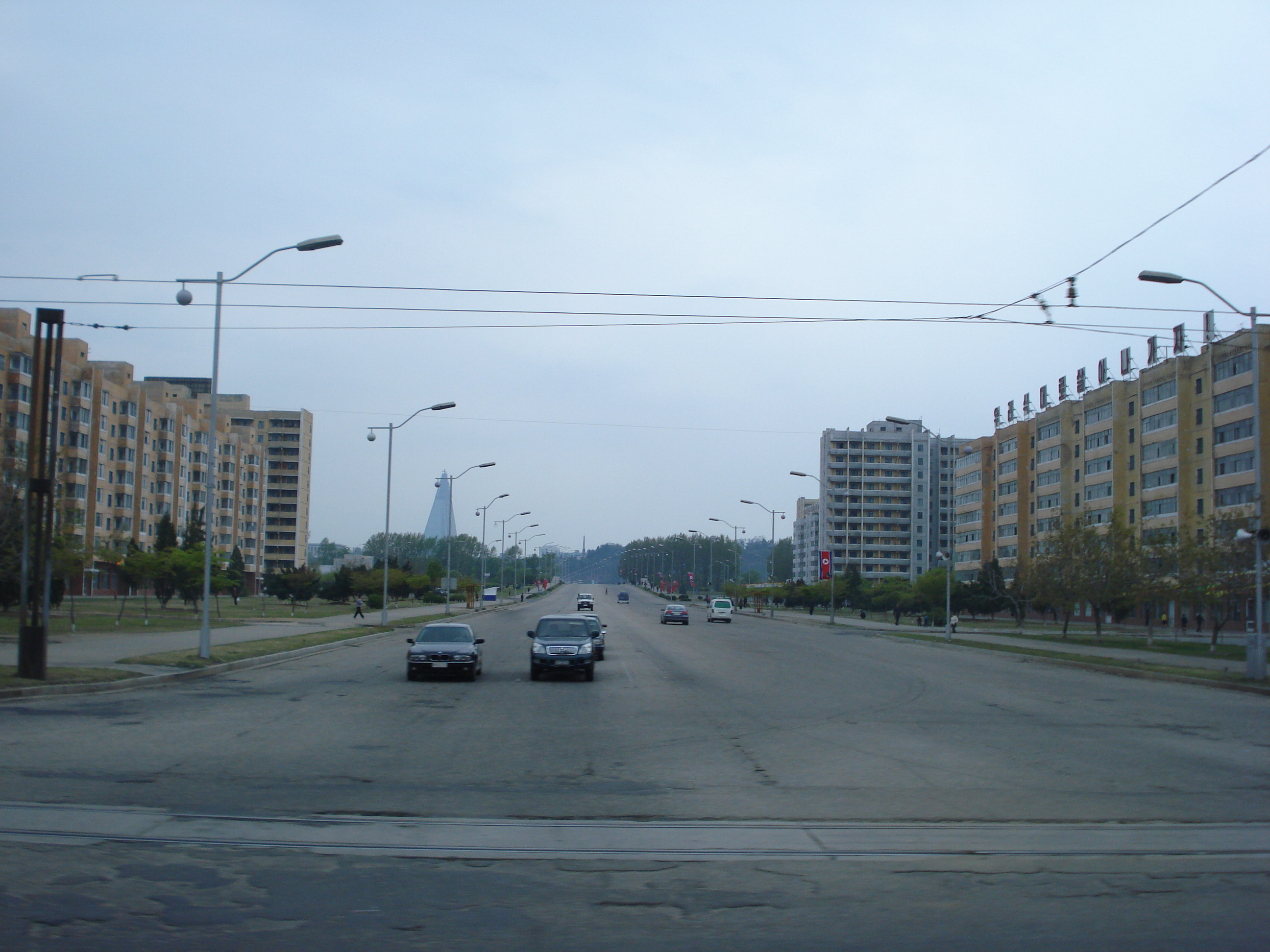
Главная дорога в Пхеньян
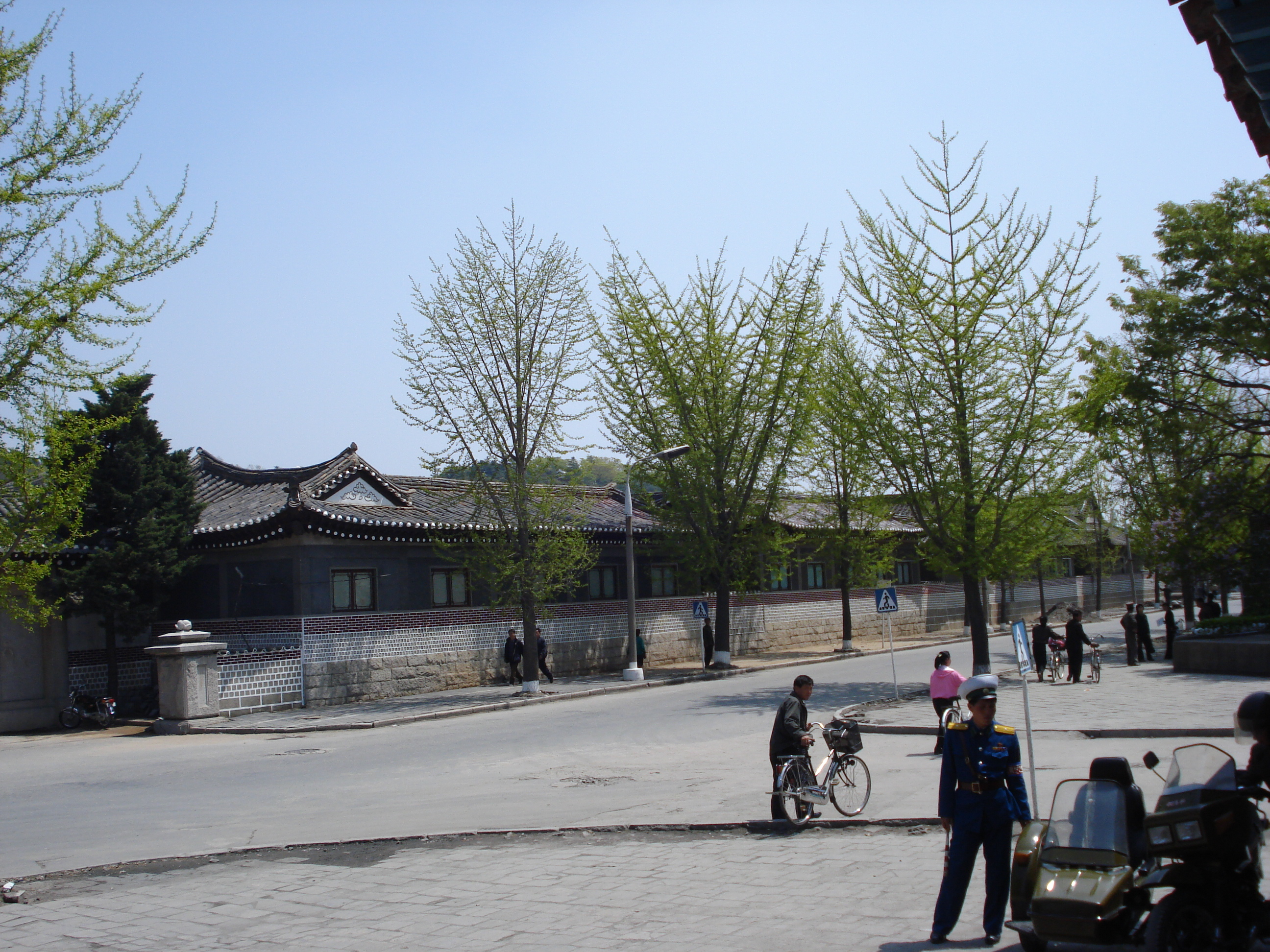
Примыкающая дорога в Кэсон

## Общественный транспорт
В крупных городских центрах КНДР в работе общественного транспорта участвуют троллейбусы и трамваи как местного производства, так и зарубежного. Ранее КНДР закупало единицы ОТ из Китая и Европы, но торговое эмбарго заставило КНДР производить свои собственные трамваи и троллейбусы.

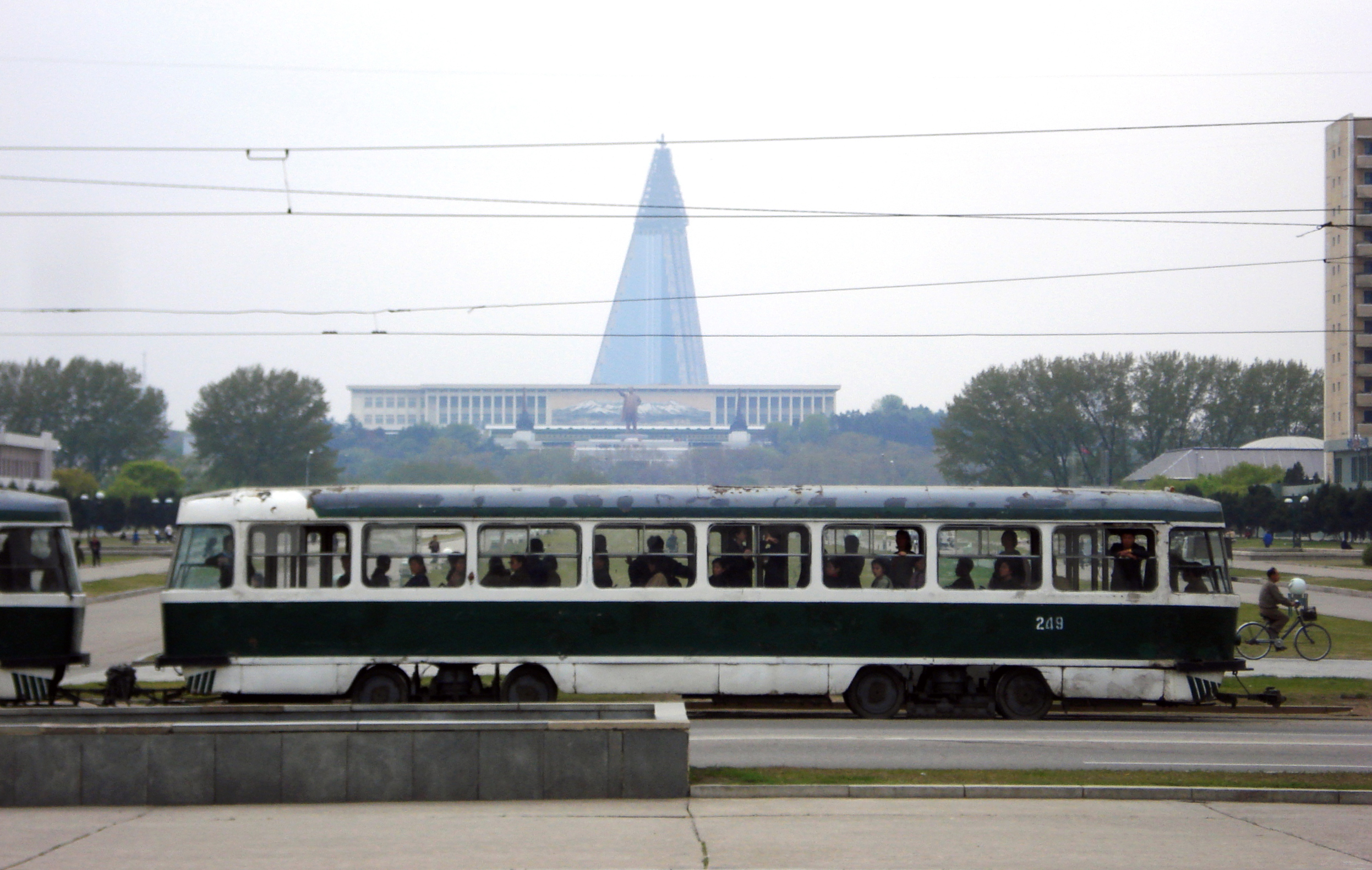
Пхеньянский трамвай в 2009 году
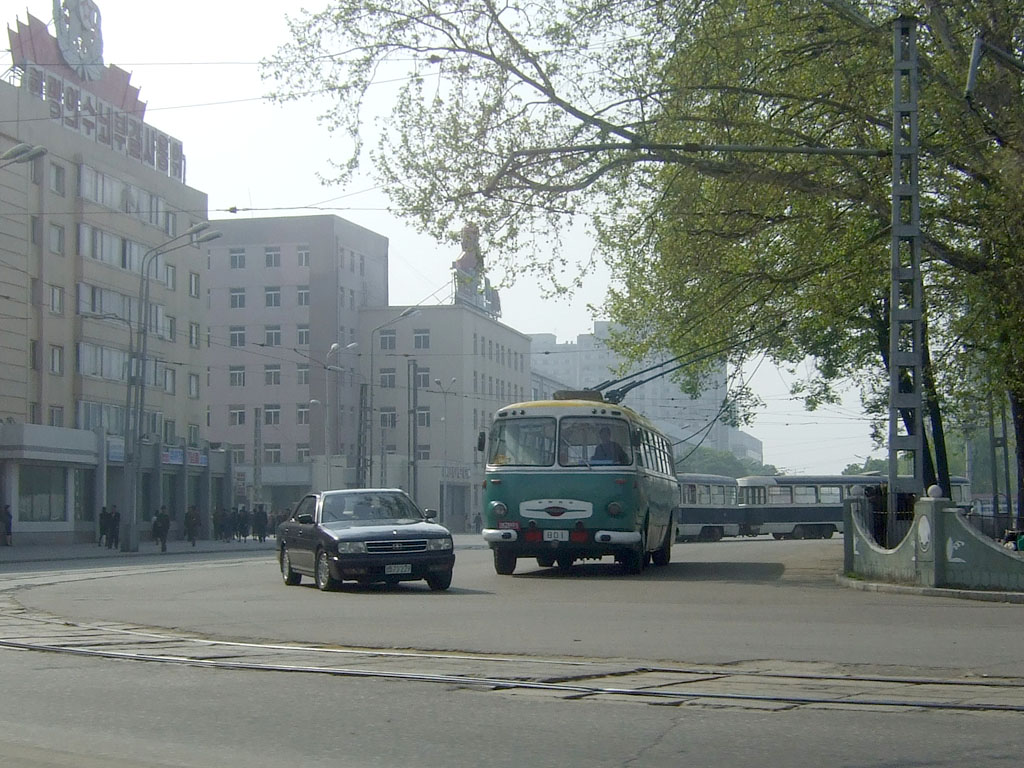
Троллейбус около Пхеньянской железнодорожной станции в 2007 году
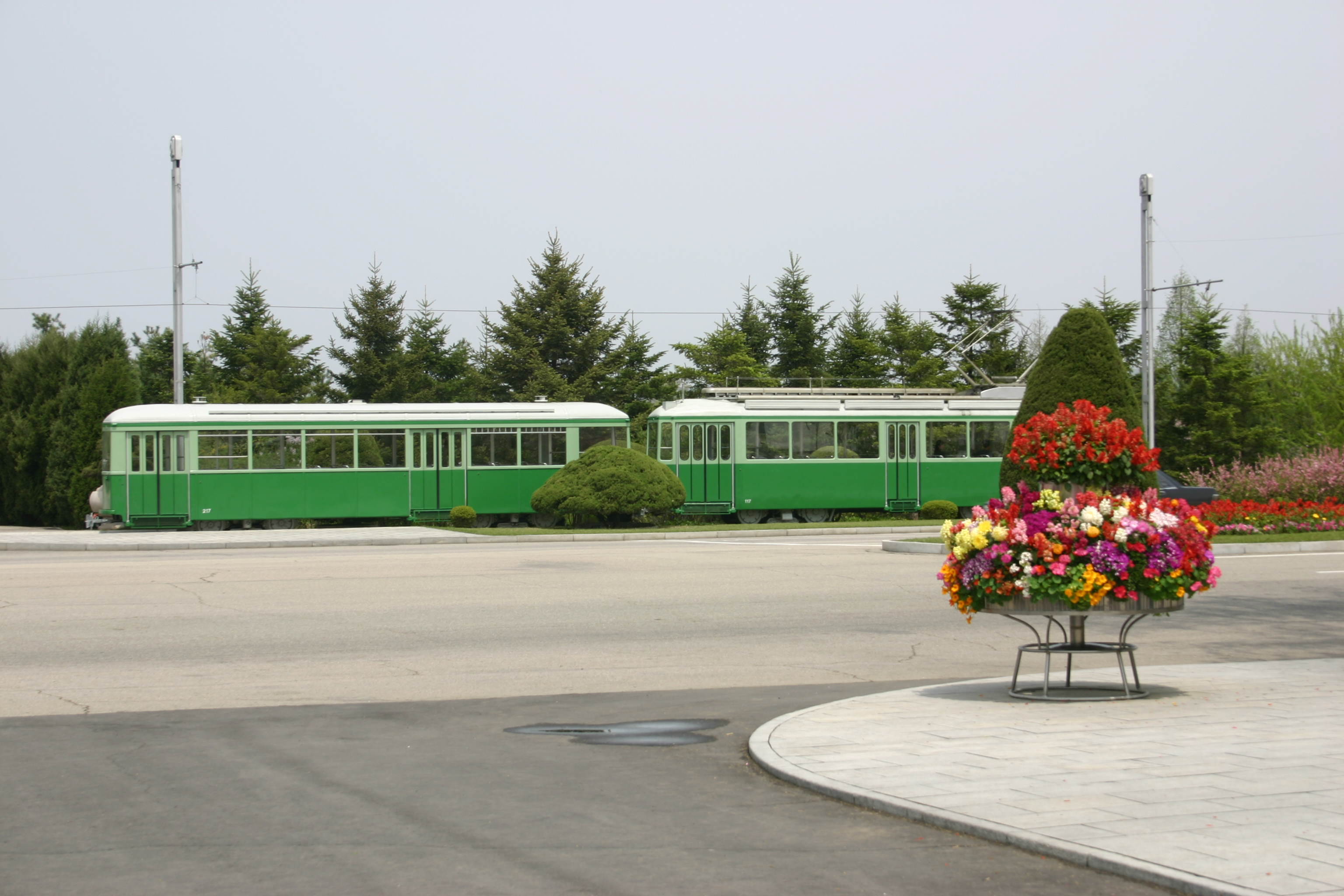
Бывший цюрихский трамвай типа Be 4/4 на линии «Кымсусанский мемориальный дворец Солнца»
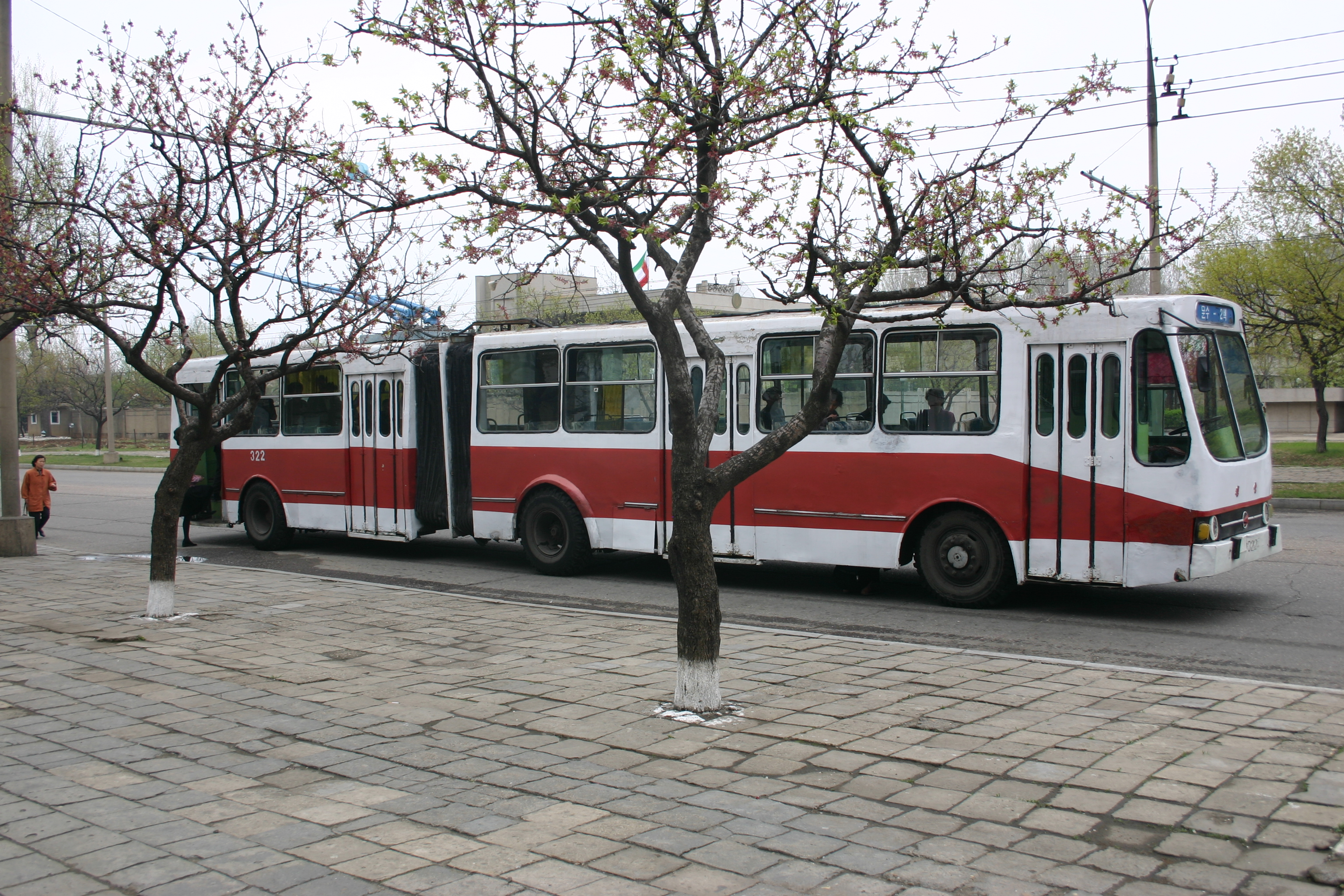
Пхеньянский троллейбус «Чхоллима-90» производства Пхеньянской троллейбусной фабрики

## Железные дороги
Корейские государственные железные дороги — единственный в КНДР оператор железных дорог. Он имеет сеть из более чем 6000 км широкой (европейской) колеи и 400 км узкоколейных линий. По данным 2007 года, более 5400 км широкой (свыше 80 %) вместе с 295,5 км узкой колеи электрифицированы. В отличие от железных дорог Европы, на железных дорогах КНДР используется автосцепка.
В сентябре 2013 года закончилась реконструкция железной дороги, связывающей российскую станцию Хасан и северокорейский порт Раджин. Российские железные дороги инвестировали в данный проект 5,5 миллиарда рублей. Предполагается, что через порт Раджин в Россию будут поступать насыпные грузы и контейнеры.

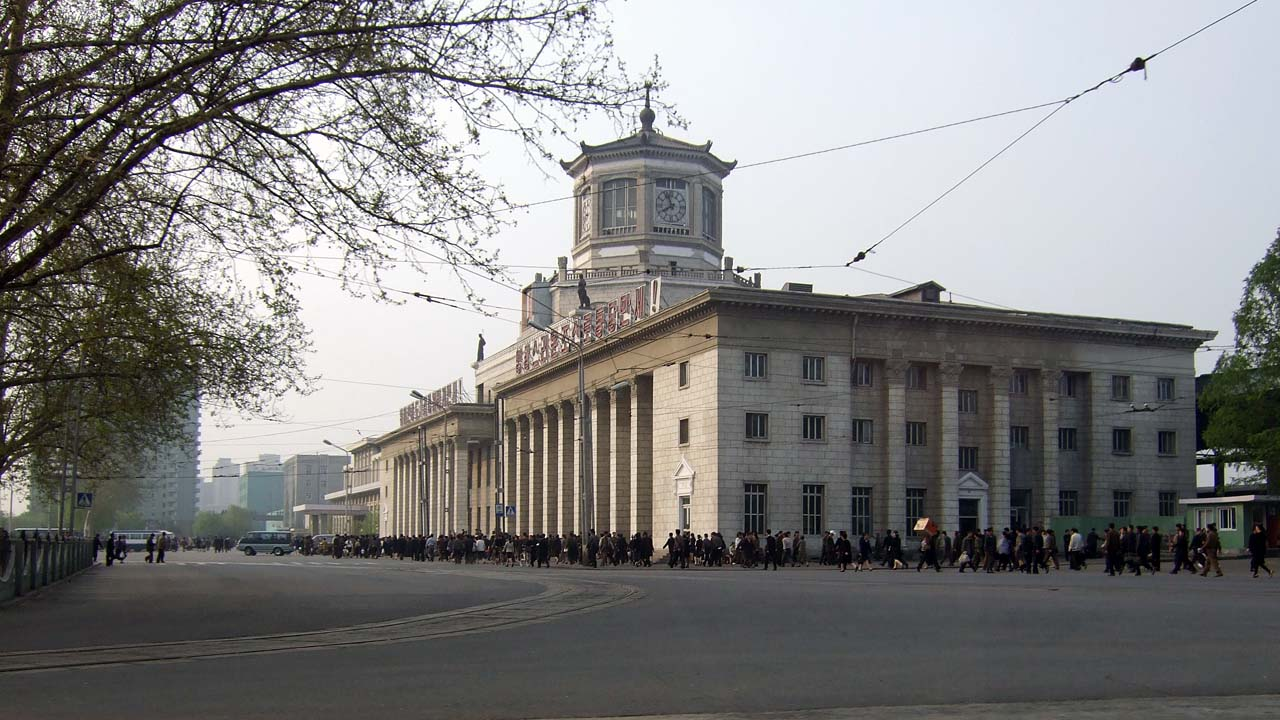
Здание Пхеньянской станции — главный железнодорожный вокзал в КНДР
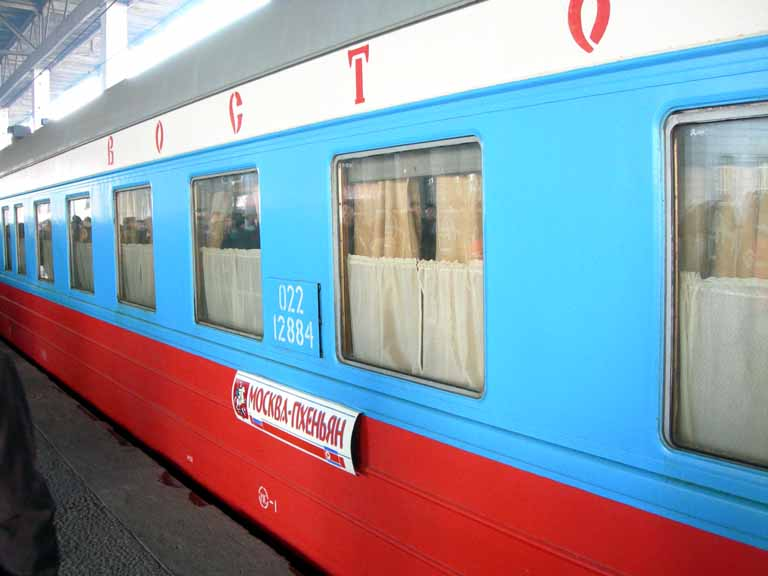
Вагон поезда «Восток» — Москва—Пхеньян
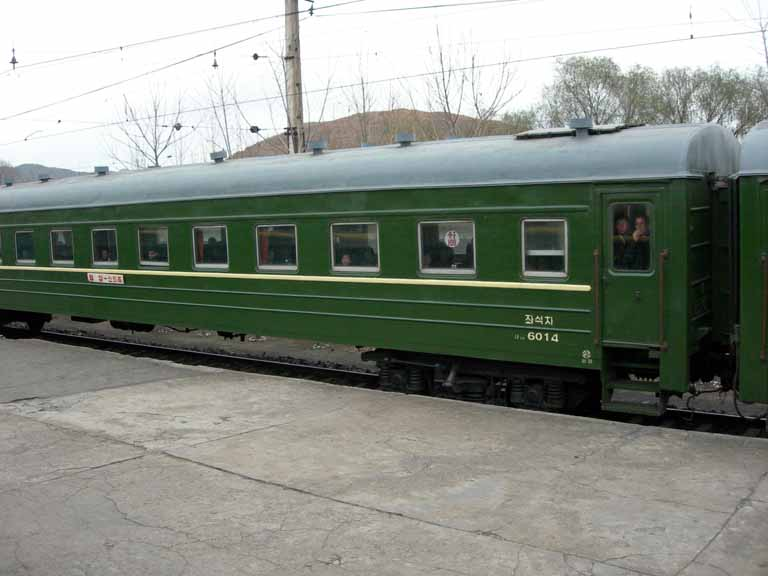
Вагон внутреннего рейса Синыйджу—Пхеньян
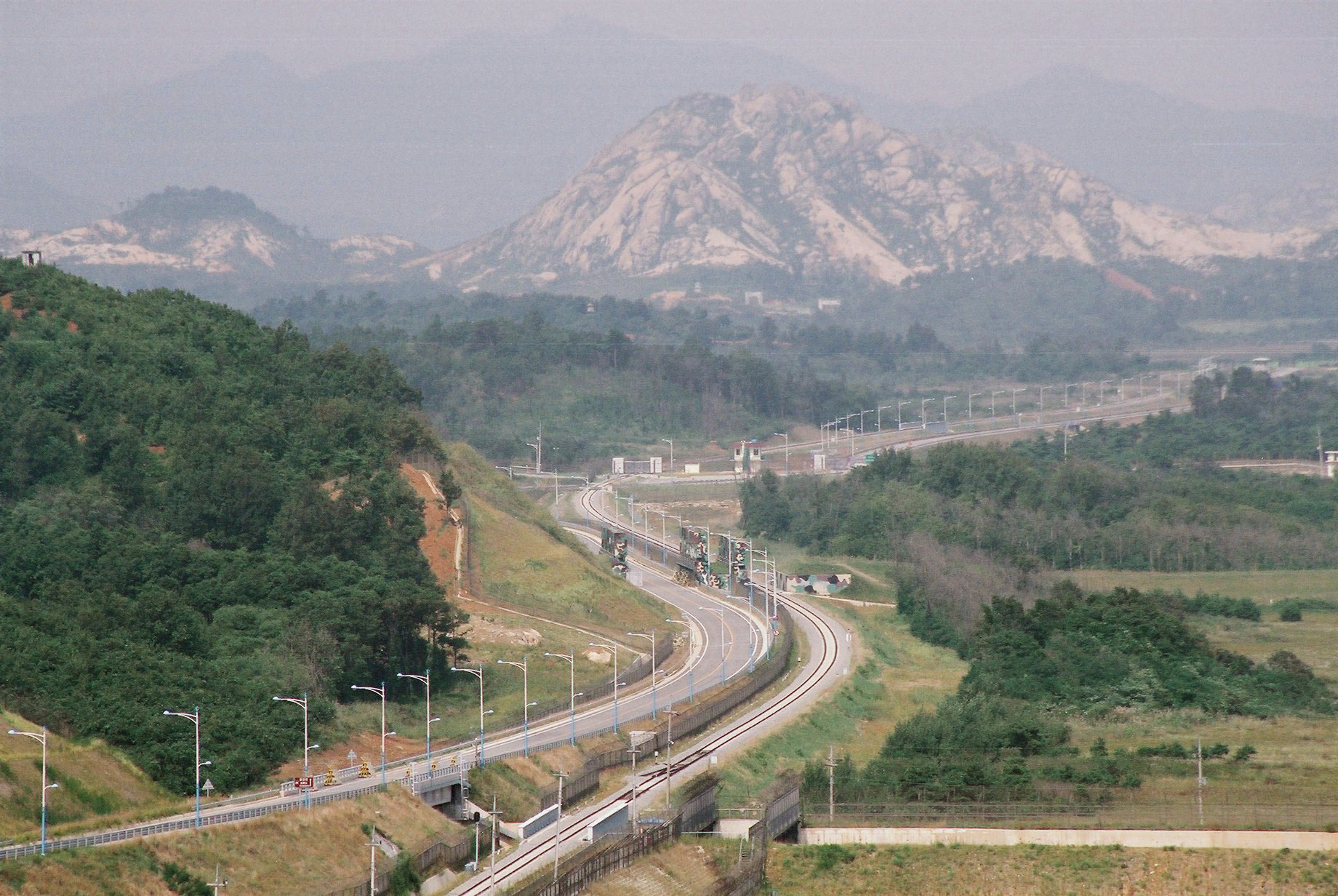
Железная дорога между КНДР и Южной Кореей в демилитаризованной зоне (закрыта в 2008 году)
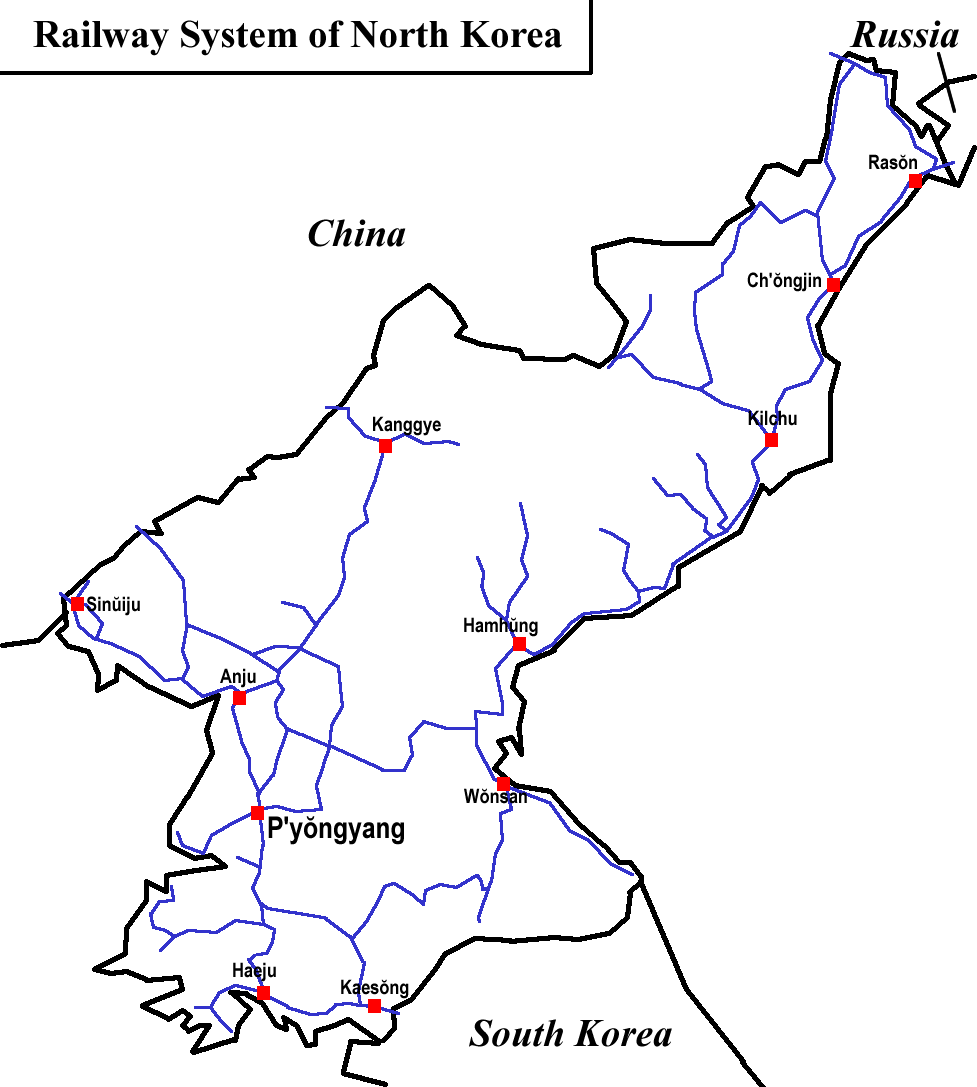
Простейшая схема Корейских государственных железных дорог

## Водный транспорт
Водный транспорт на главных реках играет всё большую роль в грузо- и пассажирообороте. Кроме рек Синыйджу и Тэдонган — важнейшие водные артерии внутри КНДР, всего 2250 км являются судоходными и только для небольших судов. Каботажная перевозка наиболее развита и активна на восточном морском побережье, так как там достаточная глубина для размещение крупных судов. Важными портами в КНДР считаются Нампхо на западном побережье и Расон, Чхонджин, Вонсан и Хамхын на восточном. В 1990-х годах грузоподъёмность оценивалась в почти 35 миллионов тонн в год. До сих пор продолжается инвестирование в обновление и расширение возможностей порта, развитие транспорта, особенно, на реке Тэдонган и увеличение доли международных грузов на судах внутреннего плавания.
| Порты в КНДР                                                                                    |
| ----------------------------------------------------------------------------------------------- |
| Чхонджин, Хэджу, Хамхын, Кимчхэк, Кэсон, Расон, Нампхо, Синыйджу, Сонним, Сонбон, Унсан, Вонсан |

### Торговый флот
В начале 1990-х годов КНДР обладала океанским торговым флотом, состоящим в основном из судов отечественного производства: 68 кораблей (по крайней мере, 1000 тонн брутто), всего 465 801 тонна брутто (709 442 тонны дедвейтов (DWT)), который включал в себя 59 грузовых кораблей и 2 танкера. К 2010 году торговый флот увеличился до 158 судов, которые в основном состояли из грузовых кораблей и танкеров.
| Флот по типу          |     |
| --------------------- | --- |
| Всего                 | 158 |
| Балкер                | 6   |
| Грузовые корабли      | 131 |
| Перевозчик            | 1   |
| Танкер-химовоз        | 1   |
| Контейнеровоз         | 4   |
| Грузовой лайнер       | 1   |
| Нефтяной танкер       | 12  |
| Рефрижераторное судно | 2   |

## Воздушный транспорт
Международные воздушные связи КНДР ограничены как в частоте, так и в количестве. По состоянию 2011 года запланированные полёты совершались только из Пхеньянского международного аэропорта Сунан в Пекин, Далянь, Шэньян, Шанхай, Бангкок, Куала-Лумпур, Сингапур, Москву, Хабаровск и во Владивосток, а также из Международнго аэропорта Кувейт. Чартерные рейсы в другие пункты назначение производились по требованию. Многие бывшие маршруты в Восточную Европу в 1995 году управлялись службами Софии, Белграда, Праги, Будапешта вместе с другими.
Air Koryo — это национальная авиакомпания страны. Air China также управляет полётами между Пекином и Пхеньяном.
Внутренние полёты возможны между Пхеньяном, Хамхыном, Хэджу (HAE), Хыннамом (HGM), Кэсоном (KSN), Канге, Kilju, Расоном (NJN), Нампхо (NAM), Синыйджу (SII), Samjiyŏn, Вонсаном (WON), Кимчхэком (SON) и Чхонджином (CHO). Все гражданские самолёты управляются Air Koryo, которая имеет флот из 56 пассажирских и грузовых самолётов советского производства.
По данным ЦРУ 2013 года, КНДР имеет 82 действующих аэродрома, 39 из которых имеют взлётно-посадочные полосы с твердым покрытием.
| Аэропорты с покрытыми взлётно-посадочными полосами |    |
| -------------------------------------------------- | -- |
| Общее количество                                   | 39 |
| более 3047 м                                       | 3  |
| от 2438 до 3047 м                                  | 22 |
| от 1524 до 2437 м                                  | 8  |
| от 914 до 1523 м                                   | 2  |
| менее 914 м                                        | 4  |

| Аэропорты с непокрытыми взлётно-посадочными полосами |    |
| ---------------------------------------------------- | -- |
| Общее количество                                     | 43 |
| от 2438 до 3047 м                                    | 3  |
| от 1524 до 2437 м                                    | 17 |
| от 914 до 1523 м                                     | 15 |
| менее 914 м                                          | 8  |